# Селиванов, Евграф Иосифович
Евграф Иосифович Селива́нов (26 сентября 1911 года, село Баженово — 24 марта 1945 года, Польша) — штурман 43-го гвардейского штурмового авиационного полка (230-я штурмовая авиационная дивизия, 4-я воздушная армия, 2-й Белорусский фронт). Гвардии майор. Герой Советского Союза.

## Биография
Родился 26 сентября 1911 года в селе Баженово в семье крестьянина.
С 8 лет жил в Омске. Окончил семь классов омской школы № 33. Русский. В 1928—1930 годах работал плотником в Суворовском зерносовхозе Восточно-Казахстанской области.
С 1930 года жил в городе Сталинске Кемеровская область, работал в прокатном цехе металлургического комбината.
В 1936 году окончил Ульяновскую авиационную школу пилотов. Работал лётчиком-инструктором в аэроклубах Ивановской области. В 1939 году окончил курсы усовершенствования командного состава в Москве. Работал командиром эскадрильи в аэроклубе города Прокопьевска, затем был переведён в Калугу.
С октября 1941 года воевал на Западном фронте (в должности командира авиаэскадрильи).
Штурман 43-го гвардейского штурмового авиационного полка гвардии майор Селиванов к марту 1945 года совершил 131 боевой вылет на самолёте Ил-2 на бомбардировку и штурмовку живой силы и техники противника.
Погиб 24 марта 1945 при выполнении боевого задания в районе Ненкау (под Данцигом, ныне село Jasień, гмина Чарна-Домбрувка, Бытувский повят, Поморское воеводство, Польша). Похоронен в городе Грауденц (Польша).

Указом Президиума Верховного Совета СССР от 18 августа 1945 года за образцовое выполнение боевых заданий командования на фронте борьбы с немецкими захватчиками и проявленные при этом отвагу и геройство гвардии майору Селиванову Евграфу Иосифовичу присвоено звание Героя Советского Союза с вручением ордена Ленина и медали «Золотая звезда» посмертно.

## Награды
- Медаль «Золотая Звезда» Героя Советского Союза (18.08.1945)[4][7];
- орден Ленина (18.08.1945);
- два ордена Красного Знамени (29.07.1943[8]; 19.02.1944, первоначально представлен к званию Героя Советского Союза[9]);
- орден Александра Невского (01.08.1944)[10];
- орден Отечественной войны 2-й степени (18.04.1943)[11];
- орден Красной Звезды (22.03.1942)[12];
- медали.

## Память
- Имя Героя присвоено улицам в городе Прокопьевске (Кемеровская область), посёлке Светлом Саргатского района.
- На доме, где жил Е. И. Селиванов, установлена мемориальная доска.